# Maud Stevens Wagner
Pour les articles homonymes, voir Stevens et Wagner.
Maud Stevens Wagner est une artiste de cirque et tatoueuse américaine, née en février 1877 et morte le 30 janvier 1961. Elle est considérée comme étant la première femme tatoueuse des États-Unis.

## Biographie
Maud Stevens est née en février 1877 dans le comté de Lyon. En 1904, elle travaille comme contorsionniste et trapéziste et rencontre son mari Gus Wagner à l'Exposition universelle de 1904 de Saint-Louis. Gus Wagner est tatoueur et se produit également comme homme-tatoué dans un spectacle itinérant. Tombé sous le charme de Maud, il lui propose de le suivre en tournée. Elle accepte de partir avec lui mais à la condition qu'il la tatoue et qu'il lui enseigne l'art du tatouage. En 1907, ils se marient et partent en tournée. Ils se produisent dans divers spectacles aux États-Unis. En parallèle des spectacles, ils travaillent comme tatoueurs. Leur œuvre est emblématique des motifs traditionnels de cette époque. Maud tatoue aux côtés de Gus pendant des années. Leur fille Lotteva apprend elle aussi l'art du tatouage. Devant la réticence de certains clients qui craignent d'être tatoués par une femme, ils inscrivent un simple « M. Stevens Wagner » sur leurs prospectus publicitaires. Maud meurt le 30 janvier 1961 à Lawton (Oklahoma).